# Tor Håkon Holte
Pour les articles homonymes, voir Holte.
Tor Håkon Holte, né le 1er août 1958, est un ancien fondeur norvégien. 
Il concourut entre 1982 et 1987. Il fut médaillé d'or aux Championnats du monde 1985 dans le relais 4 × 10 km.

## Palmarès

### Jeux Olympiques
| Épreuve / Édition | Sarajevo 1984 | Calgary 1988 |
| 15 km             | 8e            |              |
| 30 km             |               | 21e          |
| 50 km             | 12e           | 31e          |
| 4 × 10 km         | 4e            |              |

### Championnats du monde
| Épreuve / Édition | Seefeld 1985 |
| 30 km             | 13e          |
| 50 km             | 9e           |
| 4 × 10 km         | Or           |

### Coupe du monde
- Meilleur classement général : 2e en 1985.
- 7 podiums : 2 victoires, 4 deuxièmes places et 1 troisième place.